# 제12함대 (미국)
제12함대(United States Twelfth Fleet)는 제2차 세계 대전에서 유럽 전구에 참전한 미국 해군의 서수함대였다. 

## 역사

### 제2차 세계 대전
제12함대는 RADM 앨런 굿리치 커크을 함대사령관에 보임하고 예하에 1943년 10월 1일에 설립되었다. 제12함대의 창설 이전에 1943년 9월 9일에 해군작전부장이자 미국 함대 사령관인 어니스트 킹의 유럽 해역 안의 모든 해군부대에 대한 통합 명령에 따라, 제8함대와 함께 잉글랜드 런던에서 본부를 두고있는 유럽 해군 휘하 함대로 지정되었다.
1944년 6월 25일, TF-129가 셰르부르 포격에 참전하였다.
1945년 4월 15일, 제8함대가 해산하고, 지중해에 배치된 모든 함선이 TF 125로 전속되었다.
1945년 8월 15일, 앨런 G. 커크는 제12함대사령관 직위를 헨리 켄트 헤위트에게 넘기고 미국 유럽 해군 사령관 직위로 이임하였다.
1945년 9월 15일, 제8함대가 해산하고 소속 부대가 TF-125로 전속하였다.

### 전쟁 이후
그리스 내전에 대응하기 위해, 1946년 8월 8일에 버지니아주의 노퍽 해군기지를 출항한 USS 프랭클린 루즈벨트 (CV-42)가 이끄는 TG-125가 9월 5일에 피레아스 항구를 방문하였다.
1946년 11월 1일, 제12함대의 관할권역이 지중해로 축소되면서 미국 지중해 해군으로 개명되었다.
1950년 2월 12일에 제6함대로 재편성되었다.

## 태스크포스
- TF-122, 디데이 노르망디 상륙 당시 서부해군 태스크포스.
- TF-129
- 제11상륙군
- 유럽 상륙정 및 기지(LANCRABEU)

## 역대 함대사령관
1. RADM Alan Goodrich Kirk 앨런 굿리치 커크[*]; 1943년 10월 1일
2. ADM 헨리 켄트 헤위트(영어판); 1945년 8월
3. ADM 리처드 L. 코놀리(영어판); 1946년 9월 ~ 1947년 1월

## 계보
- 1943년 10월 1일, Twelfth Fleet→제12함대
- 1946년 11월 1일, U.S. Naval Forces, Mediterranean→미국 지중해 해군
- 1950년 2월 12일, United States Sixth Fleet→미국 제6함대

## 참고
1. ↑  “Appendix I: Principal Civilian Officials And Naval Officers In Command: 7 December 1941 -- 2 September 1945”. 《HyperWar》 (영어). 2020년 10월 10일에 확인함.